# Eden (deutsche Band)
Eden war eine der ersten christlichen Rockgruppen aus Deutschland. Ihr Album „Perelandra“ gilt in diesem Genre heute als eine der wegweisenden Produktionen zu Beginn der 1980er Jahre.

## Geschichte
Aus der Band The Starfighters entstand Ende der sechziger Jahre in Iserlohn die Band Taras Bulba Clan. Im Zuge der Jesus-People-Bewegung begründeten einige der Mitglieder im Dezember 1972 in Eininghausen bei Preußisch Oldendorf eine der ersten christlichen Kommunen Deutschlands und änderten den Namen in Truth By Christ um. So konnten die Initialen TBC bleiben. Die erhebliche finanzielle Unterstützung von Erika Pils war die Basis für alle weiteren musikalischen und evangelistischen Aktivitäten der Gruppe.
Auf Grund unterschiedlicher Glaubensauffassungen wurde die Kommune 1974 aufgegeben. Einige der Mitglieder zogen nach Lüdenscheid, wo sie am 23. Februar 1976 den überkonfessionellen Verein Freie christliche Jugendgemeinschaft e.V. (FCJG) gründeten, der sich der Rehabilitation von Drogenabhängigen widmete. In einem ehemaligen christlichen Hospiz in der Lüdenscheider Bahnhofstraße, das fortan Haus Wiedenhof hieß, begann man im selben Jahr mit der Arbeit.
Unter den Vorstandsmitgliedern der FCJG befanden sich drei Musiker der ehemaligen Eininghausener Kommune. Ab 1977 begann man wieder, Musik zu machen. Eine neue Gruppe unter dem Namen Eden wurde gegründet. Die Rehabilitationsarbeit wurde daraufhin mehr und mehr in andere Hände gelegt. Seit April 1982 übernahm Walter Heidenreich offiziell die Leitung der FCJG vom bisherigen Gründer und Leiter, Michael Claren. Dieser widmete sich dann intensiver dem Aufbau eines Buch- und Medienverlages.
In den Jahren 1978 bis 1982 wurden drei Alben produziert. Das Debütalbum Erwartung erschien 1978 im Verlag Hermann Schulte, heute Gerth Medien, und präsentiert vier Tracks bei einer Spielzeit von 50 Minuten sowie Special Guest Markus Egger. Das zweite Album Perelandra wurde 1980 veröffentlicht – inspiriert durch das gleichnamige Buch des irischen Schriftstellers C. S. Lewis. 1980 erschien das letzte Album Heimkehr. Alle Alben wurden zeitweise auch durch den Verlag Michael Claren vertrieben. Eden wirkte auch bei Produktionen bekannter christlicher Künstler wie dem Wetzlarer Jugendchor oder Cornelia und Ruthild Eicker mit. Der letzte öffentliche Auftritt von Eden war am 19. Dezember 1981 bei der Christmas Rock Night in Ennepetal. Dirk Schmalenbach produzierte danach 1984 unter dem Projektnamen Yavanna noch das Album Bilder aus Mittelerde. Mit seiner zweiten Frau Gertrud Schmalenbach gründete er 1997 eine Nachfolgegruppe, ebenfalls unter dem Namen Eden.
Michael und Anne Dierks zogen 1980 mit ihren Kindern nach Wermelskirchen und gründeten dort ein Unternehmen für Medizintechnik. 2003 widmete er sich nebenberuflich wieder der Musik und gründete ein Label und Studio DIRX Handmade Music. Hier produzierte er 2003 mit seinem Sohn Tim eine der ersten inoffiziellen CDs mit Henrik Freischlader und startete 2008 die Reaktivierung des legendären Tonstudios von Conny Plank in Wolperath, nachdem es 2 Jahre leer gestanden hatte. Seit 2007 leitet er eine erfolgreiche Veranstaltungsreihe von Blues-Veranstaltungen und Blues-Sessions in der Kattwinkelschen Fabrik in Wermelskirchen.
Michael Claren produzierte für ihn den ersten medizinischen Film für Wirbelsäulenimplantate, nachdem er seinen Verlag verkauft und eine Videoproduktionsfirma gegründet hatte. Er lebte lange als Künstler (Digital Artist), Fotograf und TV Editor in Hobe Sound, Florida/USA und seit 2016 wieder in München. Er war musikalisch nicht mehr aktiv. Michael Claren starb am 28. März 2022 in München.
Hans Fritzsch gründete einen Handwerksbetrieb, der sich mit der Produktion von medizinischen Instrumenten befasst. Hierbei arbeitete er ebenfalls eng mit Michael Dierks zusammen und entwickelte für ihn Spezialinstrumentarien für die Wirbelsäulenchirurgie. Musikalisch hat er lange mit einer Neuauflage der Starfighters gespielt und seine Tochter Jeannine gefördert. Er ist immer noch musikalisch aktiv und oft auf Jamsessions im Raum Lüdenscheid anzutreffen.

## Bandmitglieder
- Armin Dressler, Schlagzeug († 17. August 2022)
- Hans Müller, Schlagzeug
- Michael Claren († 28. März 2022), Bass, 12-saitige Gitarre, Oktavgitarre und Gesang
- Hans Fritzsch, Gitarre
- Michael Dierks, Keyboards und Gesang († 7. August 2025)
- Dirk Schmalenbach, Violine, Keyboards und Gesang
- Mario Schaub, Querflöte und Saxophon
- Michael Wirth, Perkussion
- Jolie Claren, Anne Dierks, Irene Heidenreich, Annette Schmalenbach († 25. Juni 1998), Gesang
- Gast auf der ersten Produktion „Erwartung“ und bei einigen Live-Auftritten war Markus Egger, Gesang

## Diskografie
Alben
- 1978: Erwartung
- 1980: Perelandra
- 1980: Heimkehr